# سالم ابیس
سالم ابیس (انگلیسی: Salim Abes؛ زادهٔ ۱۷ اکتبر ۱۹۷۰) بازیکن هندبال اهل الجزایر بود.